# ファナリオティス

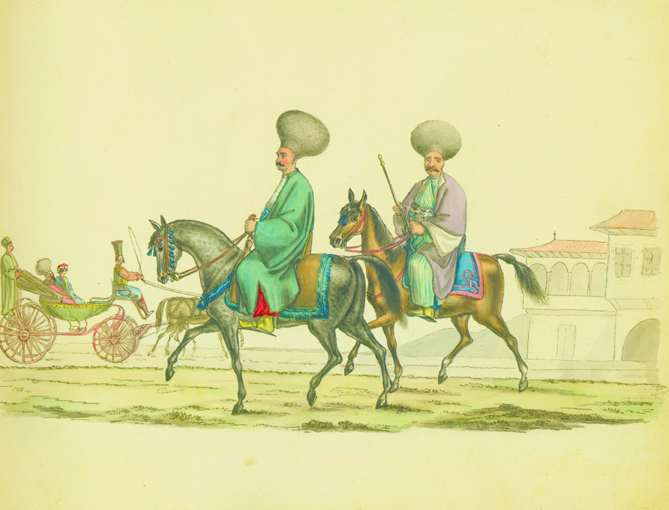
ファナリオティスを描いた絵（1825年）

ファナリオティス（ギリシア語: Φαναριώτης）は、オスマン帝国時代に帝国の通訳官、およびワラキア・モルダヴィア両公国の公などの地位についたイスタンブール在住のギリシャ系正教徒の特権的階級のことである。

## 概説
ファナリオティスは「ファナルの人」を意味し、イスタンブール旧市街北西部の金角湾に面したファナル地区（Phanar, 現代トルコ語ではフェネル）にまとまって居住していたことに由来する。現代ギリシャ語では phanarioti あるいは phanariotes と呼ばれ、日本では英語から取り入れられたファナリオット (fanariot)という名前で呼ばれることも多い。
ファナル地区は、コンスタンティノープル陥落後にオスマン帝国によって、もと聖ソフィア聖堂にあったコンスタンディヌーポリ総主教座が移された場所である。このためオスマン帝国時代初期の15世紀以来この地区にはギリシャ系の正教徒たちがまとまって住み着くようになったが、彼らの中から経済的にはイスラム法で利子を禁じられているムスリム（イスラム教徒）にかわって手を染めた金融業に成功して富を築き、政治的にはオスマン帝国に役人として仕える家系があらわれるようになった。彼らは貴族的な階層となってオスマン帝国下の正教徒社会に影響力を持つようになり、ファナリオティスと総称された。
その後、プルート戦争（大北方戦争）が行われた1711年に、オスマン帝国の属国であるモルダヴィア公国のディミトリエ・カンテミール公がルーマニアに侵入してきたロシアのピョートル1世に寝返りオスマン帝国に反旗を翻す事件が起こった。これまでモルダヴィアでは、土着のルーマニア人の貴族たちの間から公を選ばせ帝国が公認することになっていたが、ロシアに隣接するモルダヴィアがロシアの影響下に入ることを怖れたオスマン帝国はこれ以降、ルーマニア人と同じ正教徒ながら帝国に忠実であると考えられるファナリオティスの中からモルダヴィア公を選ぶことにした。1715年にはモルダヴィアの南のワラキアでもファナリオティスが公に任命され、その後100年に渡りルーマニア人の両公国はともにギリシャ人であるファナリオティスの支配を受けることになった。
18世紀末頃になると、通訳官として西ヨーロッパ諸国からオスマン帝国に派遣された外交官たちと日常的に接するファナリオティスの間から、西ヨーロッパで誕生した民族主義の影響を受けてギリシャ民族としての自覚を持つ動きがあらわれるようになった。のちにファナリオティスの一部が支援して誕生した秘密結社フィリキ・エテリアが1821年にルーマニアで蜂起したことをきっかけにペロポネソス半島のギリシャ人が反乱を起こしてギリシャ独立戦争が始まり、1830年に半島部のギリシャ王国としての独立を勝ち取る。
しかし独立戦争への関与はファナリオティスへの帝国の信任を失わせることになり、ルーマニア両公国の公への任命も打ち切られた。ギリシャ独立以降、多くのファナリオティスがイスタンブールを去ってギリシャへ移住していった。
オスマン帝国はファナリオティスに代わる通訳官としてムスリム、トルコ人の若手官僚にフランス語などヨーロッパの言語と学問を学ばせるようになり、やがて彼らがタンジマートの担い手として帝国の近代化を進めることになる。また、イスタンブールにおける金融業はアルメニア人が引き継いでゆき、19世紀末の大規模なアルメニア人迫害を迎えることになる。